# Gertrúd Stefanek
Gertrúd Stefanek (ur. 5 lipca 1959 w Ózd) – węgierska florecistka, dwukrotna medalistka olimpijska i wielokrotna medalistka mistrzostw świata.
Podczas igrzysk olimpijskich w Moskwie w 1980 roku wspólnie z Magdą Maros, Edit Kovács, Ildikó Schwarczenberger i Zsuzsanną Szőcs zajęła drużynowo trzecie miejsce. W turnieju indywidualnym zajęła 26. miejsce. Na rozgrywanych osiem lat później igrzyskach olimpijskich w Seulu reprezentacja Węgier w składzie: Zsuzsanna Jánosi-Németh, Gertrúd Stefanek, Zsuzsanna Szőcs, Katalin Tuschák i Edit Kovács zdobyła brązowy medal w turnieju drużynowym. Indywidualnie tym razem była szósta. Brała również udział w igrzyskach olimpijskich w Barcelonie w 1992 roku, zajmując siódme miejsce w zawodach drużynowych i siedemnaste w indywidualnych.
Na mistrzostwach świata w Melbourne w 1979 roku razem ze Schwarczenberger, Kovács, Szőcs i Maros zdobyła drużynowo srebrny medal. W tej samej konkurencji Węgierki ze Stefanek w składzie zdobywały następnie złoty medal na mistrzostwach świata w Lozannie (1987), srebrne podczas mistrzostw świata w Rzymie (1982) i mistrzostw świata w Barcelonie (1985) oraz brązowe na mistrzostwach świata w Clermont-Ferrand (1981) i mistrzostwach świata w Wiedniu (1983).
Zdobyła również srebrny medal indywidualnie na mistrzostwach Europy w Mödling w 1982 roku oraz złoty drużynowo podczas mistrzostw Europy w Wiedniu w 1991 roku.